# Carebara sicheli
Carebara sicheli är en myrart som beskrevs av Mayr 1862. Carebara sicheli ingår i släktet Carebara och familjen myror. Inga underarter finns listade.